# Reducción de Bouveault-Blanc
La reducción de Bouveault-Blanc es una reacción orgánica en el que un éster es reducido a su alcohol correspondiente en presencia de etanol absoluto y sodio metálico.
Esta reacción es una alternativa económica y de gran escala al hidruro de litio y aluminio.

## Mecanismo de reacción
El sodio es un metal que funciona como agente reductor de un solo electrón , es decir, el sodio metálico transfiere electrones de uno en uno. Cuatro átomos de sodio son necesarios para reducir completamente cada éster a su alcohol primario correspondiente. El producto secundario es el alcohol que se encuentra esterificado. El etanol sirve como una fuente de protones.